# 日本の郷土史家一覧
日本の郷土史家一覧（にほんのきょうどしかいちらん）は、日本の郷土史家・郷土史研究家の一覧である。

## 北海道
- 近江幸雄 - 幕末維新研究家。北海道・函館の郷土史研究。
- 岸本翠月 - 歌人。北海道富良野の郷土史研究。
- 小池喜孝 - 北海道のオホーツク民衆史家。
- 須藤隆仙 - 称名寺住職。南北海道史研究会会長。

## 東北
- 五十嵐勇作 - 地理学者。日本地理学会会員。福島県の郷土史研究。
- 上杉修 - 八戸藩の郷土史研究。
- 金子善兵衛 - 元青森県文化財保護審議会委員。1985年勲五等双光旭日章受章。青森県南地方を代表する郷土史家とされる。
- 川合勇太郎 - 民俗学者。青森県青森市出身。十和田市（三本木町、藤坂村）の地方史研究。
- 金野静一 - 元盛岡大学短期大学部教授。元岩手県立博物館館長。岩手県の郷土史研究。
- 小井川潤次郎 - 民俗学者。八戸郷土研究会設立者。
- 正部家種康 - 元八戸市博物館長。青森県八戸市の郷土史研究。
- 田牧久穂 - 作家。秋田県歴史教育者協議会会長。秋田県の郷土史研究。
- 土田誠一 - 倫理学者。元・旧制成蹊高等学校校長。秋田県由利地方の郷土史研究。
- 新渡戸仙岳 - 教育者。書家。岩手県の郷土史研究。
- 野田健次郎 - 三八城神社宮司。八戸藩の郷土史研究。
- 深澤多市 - 民俗学者。秋田県の郷土史研究。
- 森嘉兵衛 - 岩手大学名誉教授。岩手県の郷土史研究（主に南部藩を始めとする近世史）。

## 関東
- 石井光太郎 - 横浜市の郷土史家。
- 井田安雄 - 群馬県勢多郡(現・前橋市)の郷土史研究の第一人者。木暮安太郎らとともに郷土史・民俗学を研究。
- 大橋俊雄 - 仏教史学者・歴史学者。神奈川県横浜市戸塚区の郷土史研究。
- 葛城峻 - 神奈川県横浜市（主に磯子区）の郷土史研究。
- 金井幸佐久 - 元群馬県地域文化研究協議会評議員。群馬県吾妻郡の郷土史研究。
- 金子吉衛 - 蕨市長。埼玉県蕨市の郷土史研究。渋沢栄一研究。
- 川合勇太郎 - 民俗学者。青森県青森市出身だが、群馬県草津町の地方史研究に注力した。
- 菊池山哉 - 政治家。部落問題研究者。武蔵国の郷土史研究。
- 木暮安太郎 - 群馬県歴史散歩の会所属、木瀬村(現・前橋市)の郷土史研究の第一人者。
- 小池善吉 - 歴史学者。群馬県吾妻郡の郷土史研究。
- 小島一也 - 幼稚園経営者、元川崎市市議会議長。川崎市麻生区周辺の郷土史研究。
- 近藤義雄 - 前橋市立図書館長、群馬県史編纂委員、群馬県地域文化研究協議会長。
- 柴田常恵 - 考古学者。
- 下山懋 - 教育者。
- 白土貞夫 - 鉄道友の会理事、鉄道史学会会員。千葉県の郷土史研究。
- 千野原靖方 - 歴史家。
- 高田哲哉 - 執筆者、戦国武将研究、神奈川県相模原市の郷土史研究、戦国武将研究会理事。
- 高橋俊人 - 歌人。神奈川県藤沢市の郷土史研究。
- 豊国覚堂 - 曹洞宗の僧。群馬県の郷土史研究。
- 永澤謹吾 - 元小学校教諭。銚子市観光協会参与。NHK朝の連続テレビ小説『澪つくし』の風俗考証を担当。
- 根岸武香 - 政治家。考古学者。
- 原田重久 - 東京都多摩地域の郷土史研究。「東京都歌」を作詞。
- 福島東雄 - 江戸時代の文人。地誌『武蔵志』を著した。
- 福島護 - 新聞社勤務後、茨城県に疎開。新聞店主。ローカル紙発行。
- 丸島隆雄 - 神奈川県平塚市の郷土史家。新人物往来社郷土史研究賞の特賞を受賞している。
- 村上春樹 - 元高校教諭。将門伝説研究家。
- 諸井六郎 - 明治期から大正期の外交官。埼玉県本庄市の郷土史に深く貢献。
- 山田平右エ門 - 元中学校教諭。東京都八丈島の郷土史研究。
- 山本詔一 - 横須賀開国史研究会会長。江戸時代から続く老舗書店「信濃屋」の七代目。浦賀文化センタースーパーバイザー。
- 横田貢 - 国語学者。
- 脇屋真一 - 群馬県吾妻郡の郷土史研究。

## 中部
- 赤岡重樹 - 山梨県の郷土史家。
- 秋山敬 - 山梨県の郷土史家。
- 阿部栄之助 - 元岐阜大学学芸学部講師。岐阜県の郷土史研究。
- 生駒勘七 - 長野県木曽地域の郷土史家。 木曽郷土文化研究会会長。
- 市川健夫 - 地理学者。長野県の郷土史家。信州学の祖。
- 市村咸人 - 長野県の郷土史家。
- 一志茂樹 - 長野県の郷土史家。
- 井上慶隆 - 元新潟大学教育学部教授。新潟県の郷土史研究。
- 上野晴朗 - 山梨県の郷土史家。
- 植松又次 - 山梨県の郷土史家。
- 大島信雄 - 医師。東海日日新聞にて『越後長岡と東三河』連載。
- 大牧冨士夫 - 教育者。小説家。「ダム事業で消えた村」として知られる岐阜県徳山村（徳山ダム）の郷土史研究。
- 奥田淳爾 - 元洗足学園魚津短期大学教授。富山県民生涯学習カレッジ客員教授。富山県の郷土史研究。
- 栗岩英治 - 長野県の郷土史家。
- 黒坂周平 - 長野県文化財保護協会会長。
- 小林計一郎 - 長野県の郷土史家。長野郷土史研究会初代会長。
- 近藤恒次 - 文学博士。愛知県東三河地方の郷土史研究。
- 佐伯安一 - 民俗学者。柳田國男の最晩年の弟子。富山県の郷土史研究。
- 佐藤森三 - 山梨県の郷土史家。長野県出身。
- 正和久佳 - 小松市立博物館専門委員。石川県の郷土史研究。
- 榛葉太生 - 長野県安曇野地域の郷土史家。安曇節家元。
- 野口二郎 - 山梨県の郷土史家。実業家。政治家。
- 服部治則 - 山梨県の郷土史家・民俗学者。
- 花ヶ前盛明 - 越後一の宮居多神社宮司。上越郷土研究会会長。
- 佐藤雅一 (考古学者) - 津南町埋蔵文化財センター〈うもれあ〉準備室長。
- 廣瀬誠 - 富山県の郷土史研究。元富山県立図書館長。
- 日置謙 - 石川県金沢市の郷土史家。加賀地方の郷土史研究。
- 細田貴助 - 長野県の郷土史家。神長官守矢史料館初代館長。
- 牧野隆信 - 元高校教諭。北前船研究の第一人者。石川県旧江沼郡の郷土史研究の先駆者。元日本海事史学会理事、元全国北前船研究会会長。
- 刀禰勇太郎 - 福井県の郷土史家。元小・中学校教諭、専攻は漁業経済史、海の民俗学。
- 向山雅重 - 民俗学者。長野県の郷土史研究。
- 村本喜代作 - 山雨楼主人。元静岡県議会議長。遠州地方や静岡県の郷土史研究。
- 横山十四男 - 民俗学者。長野県の郷土史研究。
- 吉岡勲 - 歴史学者。岐阜県の郷土史研究。
- 青園謙三郎 - 歴史学者、福井テレビジョン放送代表取締役社長。福井県の郷土史研究。

## 近畿
- 芦田行雄 - 京都府弥栄町で細川ガラシャが隠棲したとされる味土野地方の歴史研究や古代米の復興栽培を行った。
- 東世津子 - 京都府北部の丹後地方の廃村や丹後ちりめんの女工の実態調査で大きな功績を残した。
- 伊勢田史郎 - 詩人。NHK文化センター神戸教室講師。兵庫県の郷土史研究。
- 稲葉宅蔵 - 京都府熊野郡の郷土史編さんに携わったほか、主に国指定史跡・函石浜遺物包含地の発見・発掘に生涯をささげた。
- 梅村伸雄 - 兵庫歴史研究会会長。
- 大西源一 - 文学博士。三重県の郷土史研究。
- 岡本弥 - 融和運動家。和歌山県の郷土史研究。
- 小野芳彦 - 和歌山県の教育者。『熊野年代記』の編纂および遺稿集『熊野史』で知られ、熊野の歴史と信仰の研究史の最初期を拓いた人物として知られる。
- 北康利 - 作家。兵庫県三田市の郷土史研究。
- 喜多野徳俊 - 医師。奈良県の郷土史研究。
- 杉中浩一郎 - 紀南地方の歴史と民俗の研究。和歌山県田辺市を中心とする紀南地方史の研究団体・紀南文化財研究会の会長を長年つとめた。
- 田中緑紅 - 京都府京都市の郷土史研究。
- 田辺眞人 - 園田学園女子大学名誉教授。『ラジオ関西 おもしろ神戸・ひょうご学』学長。
- 中川泉三 - 滋賀県近江地方で地史研究を深め、滋賀県内各郡志の編纂に携わった。
- 永浜宇平 - 京都府北部を代表する郷土史家。北丹後地震の記録や現在の与謝郡及び京丹後市域の史誌を多数執筆した。
- 橋本政次 - 兵庫県姫路地域の郷土史研究。『姫路城史』を著した。
- 道谷卓 - 法学者。神戸深江生活文化史料館研究員。
- 横山昭二 - 元検事。麻原彰晃こと松本智津夫の元私選弁護人。余生を郷土史研究に費やした。

## 中国
- 足立正 - 教育者。元境町 (鳥取県)町長。山陰の郷土史研究。
- 倉田和四生 - 順正短期大学第8代学長。元、関西学院大学・吉備国際大学の社会学部教授。岡山県高梁市の明治期を郷土史として研究。
- 黒崎秀明 - 脚本家。岡山県の郷土史研究。
- 小坂博之 - 元高校教諭。鳥取県の郷土史研究。
- 沢井常四郎 - 教育者。広島県尾三地区の郷土史研究。
- 高橋正弘 - 歴史家。鳥取県の中世史研究。
- 谷田亀寿 - 元小学校教諭。鳥取県の郷土史研究における先駆者。
- 得能正通 - 歴史家。広島県備後地方の郷土史研究。
- 中林保 - 元鳥取県立倉吉工業高等学校校長。鳥取県の郷土史研究。
- 野村忠司 - 下関市文化協会会長。元下関市立図書館長。山口県下関市の郷土史研究。
- 濱本鶴賓 - 歴史家。広島県備後地方の郷土史研究。
- 日置粂左衛門 - 元高校教諭。鳥取県の郷土史研究（主に中世史）。
- 日幡光顕 - 陶芸家。
- 蓬郷巌 - 元岡山県職員。岡山県の郷土史研究。
- 村上正名 - 教育者。広島県備後地方の郷土史研究。
- 吉岡三平 - 元岡山市立図書館館長。岡山県の郷土史研究。
- 吉田浅雄 - 城郭研究家。鳥取県の郷土史研究。

## 四国
- 飯田義資 - 教育者。阿波郷土会会員。
- 久米惣七 - 人形浄瑠璃「阿波人形芝居」研究家の第一人者。人形研究家。徳島県文化賞受賞(1992年)。
- 高田豊輝 - 飯田義資に師事する。阿波郷土会会員。徳島市勝占中部文化財保勝会会長。
- 平尾道雄 - 歴史学者。龍馬研究・土佐郷土史研究の第一人者。
- 藤井喬 - 元徳島文理大学教授。阿波国の郷土史研究。
- 湯浅良幸 - 郷土史家。イオンド大学名誉教授。徳島民俗学会会長、徳島県市町村文化財保護審議会連絡協議会会長、徳島県文化振興財団民俗資料委員長、阿波学会会長を歴任。

## 九州
- 青木勤 - 熊本県の郷土史家。
- 青屋昌興 - 鹿児島中央専門学校非常勤講師。南九州・鹿児島県の郷土史研究。
- 安部巌 - 教育者。元別府市立図書館長。大分県別府市の郷土史研究。
- 荒木栄司 - 作家。NHK文化センター熊本教室講師。熊本県の郷土史研究。
- 勇知之 - 作家。西南の役研究家。
- 石垣金星 - 元中学校教諭。西表島の郷土史研究。
- 井上精三 - 元NHK弘前放送局長。博多の郷土史研究。
- 江崎龍男 - 教育者。筑後の郷土史研究。
- 越中哲也 - 元純心女子短期大学教授。元長崎市立博物館館長。長崎歴史文化協会理事長。長崎県の郷土史研究。
- 北村清士 - 元竹田市立図書館長。岡藩研究家。
- 桑原節次 - 元宮崎県西臼杵郡郡長。初代「宮崎県民歌」を作詞。佐土原藩の郷土史研究。
- 古賀十二郎 - 長崎学の祖。長崎ぶらぶら節のモデルとして知られる。
- 島尾敏雄 - 小説家。奄美群島の郷土史研究。
- 鈴木省三 - 宮城県の医家であり郷土史家。仙台叢書の編集主任を務め、仙台風俗志などを執筆。
- 鈴木喬 - 熊本 の 歴史研究家。
- 戸倉貞則 - 江戸時代前期の郷土史家。豊後国の郷土史研究。
- 鳥集忠男 - 箱三味線「ゴッタン」の伝承者。南九州の郷土史研究。
- 永留久恵 - 歴史学者。対馬の郷土史研究。
- 干刈あがた - 小説家。奄美群島の郷土史研究。
- 福井健夫 - 教育者。福岡県大牟田市の郷土史研究。
- 福岡博 - 佐野常民記念館名誉館長。佐賀県の郷土史研究。
- 前川雅夫 - 長崎県立大学非常勤講師。2007年佐世保市長選挙候補者。長崎県の郷土史研究。
- 牧野清 - 元石垣市助役。八重山列島の郷土史研究。
- 森永種夫 - 元長崎県立長崎図書館長。『長崎犯科帳』編者。